# 金城安太郎

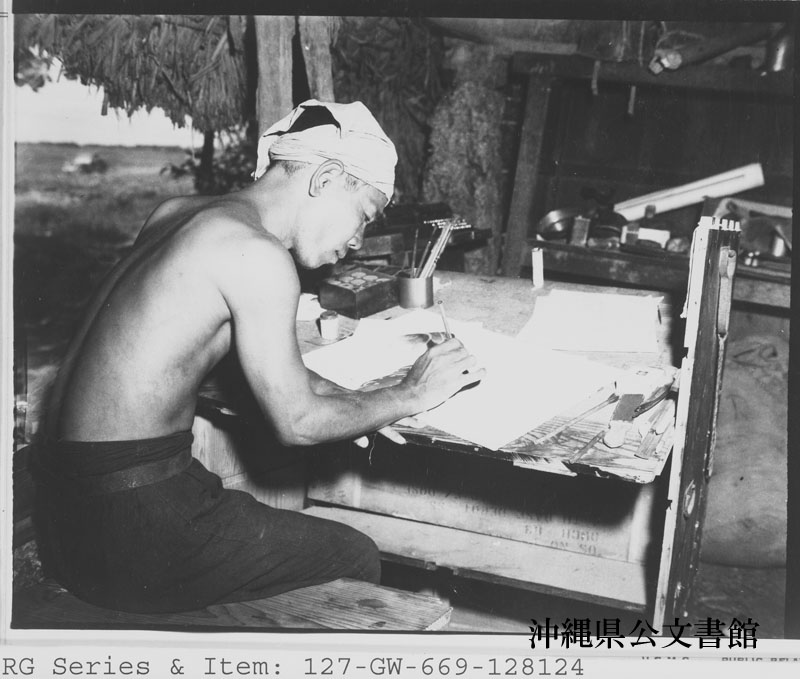
捕虜収容所の金城安太郎。海兵隊の記録には Yasatura Kaneshiro とある。

金城 安太郎（きんじょう やすたろう、1911年12月10日 - 1999年1月1日）は、昭和初期から沖縄県で活動した日本画家で、特に米国統治下、琉球政府時代の沖縄における新聞連載小説や雑誌などの挿絵によって知られ、「沖縄最初の挿絵画家」と評された。

## 経歴
那覇区（後の那覇市）住吉町に生まれ、山田真山に師事して日本画と彫刻を学ぶ。
16歳ころ（1927年ころ）から、新聞連載小説の挿絵を手がけたともいうが、戦前の資料は散逸しており、当時の画業の把握自体が困難となっている。1933年の山里永吉『熱帯魚』が本格的な挿絵画家としての活動の起点とされている。
第二次世界大戦中には、1940年に本山豊を編集発行人として創刊された雑誌『月刊 文化沖縄』の同人（本山、石川文一と金城の3人のみ）に名を連ねていた
。
1945年、沖縄戦で防衛隊として徴兵され、戦場で米軍の捕虜となるが、画家としての才をかわれ広報局の要請で営倉の外に出て絵を描くことを許可される。
沖縄諮詢会の文化芸術課技官となり、東恩納美術村を経て、首里儀保に設けられたニシムイ美術村に参加し、沖縄美術の復興に先鞭をつけた。また、1951年から1961年にかけて、『琉球新報』、『沖縄タイムス』両紙の合わせて18本の新聞連載小説の挿絵を手がけたが、この時期の確認される分だけで、4,369点が発表され、このうち1,765点の原画が伝えられている。
その後は、雑誌の挿絵などは手がけたものの、新聞連載小説の挿絵は担当しなかった。
1984年、43年ぶりの個展が開催され、美人画などが注目された。
日本画や挿絵のほか、版画、工芸、舞台美術なども手がけていた。